# Biblioteca Riccardiana
A Biblioteca Riccardiana é uma biblioteca pública localizada no Palácio Medici Riccardi em Florença, na Itália.

## História
A biblioteca foi fundada por volta de 1600 por Riccardo Romolo Riccardi, tendo pertencido anteriormente à sua família. Desde 1670, está situada no Palácio Medici Riccardi na via Cavour, anteriormente conhecida como Larga e San Leopoldo. Foi inaugurada ao público em 1715 e desde 1813 pertence à Accademia della Crusca.
A Biblioteca Riccardiana está associada à Biblioteca Digital Mundial.

## Manuscritos
A biblioteca possui uma cópia da obra História Natural (em latim: Naturalis historia) de Plínio, o Velho, datada do século X, o autógrafo do manuscrito histórico História de Florença (em italiano:  Istorie fiorentine) de Nicolau Maquiavel e também os manuscritos bíblicos gregos escritos em letras minúsculas: 368, 369 e 370.